# 2. Badminton-Bundesliga 2001/02
Die 2. Badminton-Bundesliga 2001/02 als zweithöchste deutsche Spielklasse in der Sportart Badminton war in zwei Staffeln unterteilt (Nord und Süd), in der jeweils acht Teams gegeneinander antraten. In die 1. Bundesliga stiegen der SC Union 08 Lüdinghausen und der PSV Ludwigshafen auf.

## 2. Bundesliga Nord
Abschlusstabelle
| Platz | Mannschaft               | Spiele |
| ----- | ------------------------ | ------ |
| 1.    | SC Union 08 Lüdinghausen | 14     |
| 2.    | Bottroper BG (N)         | 14     |
| 3.    | TuS Gildehaus            | 14     |
| 4.    | VfL 93 Hamburg           | 14     |
| 5.    | SG EBT Berlin            | 14     |
| 6.    | BV Gifhorn               | 14     |
| 7.    | Ohligser TV              | 14     |
| 8.    | VfL Lüneburg (N)         | 14     |

## 2. Bundesliga Süd
Abschlusstabelle
| Platz | Mannschaft                | Spiele |
| ----- | ------------------------- | ------ |
| 1.    | PSV Ludwigshafen          | 14     |
| 2.    | 1. BC Bischmisheim        | 14     |
| 3.    | 1. BCW Hütschenhausen     | 14     |
| 4.    | TSV Neuhausen-Nymphenburg | 14     |
| 5.    | SV Fortuna Regensburg     | 14     |
| 6.    | TuS/SG Schorndorf         | 14     |
| 7.    | SG Anspach 2 (N)          | 14     |
| 8.    | SG Robur Zittau (N)       | 14     |